# Psittacanthus montis-neblinae
Psittacanthus montis-neblinae là một loài thực vật có hoa trong họ Loranthaceae. Loài này được Rizzini miêu tả khoa học đầu tiên năm 1978.